# Демир, Махмут
Махмут «Турецкий танк» Демир (тур. Mahmut "Türk Tankı" Demir); 21 января 1970, Сулуова, ил Амасья, Турция — турецкий борец вольного стиля, чемпион Олимпийских игр, чемпион мира, трёхкратный чемпион Европы.

## Биография
Начал заниматься борьбой в 1984 году.
В 1986 году занял шестое место на чемпионате мира среди юниоров и 4 место на чемпионате Европы в возрастной категории espoir. В 1987 году стал бронзовым призёром чемпионата Европы среди юниоров. В 1988 году занял 5 место на чемпионате Европы в возрастной категории espoir. В 1989 году, выступив на чемпионате мира среди взрослых, остался пятым, а в возрастной категории espoir стал серебряным призёром. В 1990 году среди взрослых стал бронзовым призёром чемпионата Европы и занял седьмое место на чемпионате мира, а в возрастной категории espoir победил на чемпионате Балкан. В 1991 году стал победителем Средиземноморских игр, бронзовым призёром чемпионата Европы и был пятым на чемпионате мира. В 1992 году стал серебряным призёром чемпионата Европы.
На Летних Олимпийских играх 1992 года в Барселоне боролся в категории до 130 килограммов (супертяжёлый вес). Участники турнира, числом в 15 человек в категории, были разделены на две группы. За победу в схватках присуждались баллы, от 4 баллов за чистую победу и 0 баллов за чистое поражение. В каждой группе определялись пять борцов с наибольшими баллами (борьба проходила по системе с выбыванием после двух поражений), они разыгрывали между собой места с первое по десятое. Победители групп встречались в схватке за первое-второе места, занявшие второе место — за третье-четвёртое места и так далее. Махмут Демир потерпел поражение от канадца Джеффа Ту и занял второе место в группе. В схватке за третье место проиграл и остался четвёртым.
| Круг               | Соперник           | Страна               | Результат | Основание      | Время схватки |
| ------------------ | ------------------ | -------------------- | --------- | -------------- | ------------- |
| 1                  | Томаш Купис        | Польша               | Победа    | 4-1 (3 балла)  |               |
| 2                  | Мор Ваде           | Сенегал              | Победа    | Туше (4 балла) | 3:17          |
| 3                  | -                  | -                    | -         | -              |               |
| 4                  | Алиреза Солеймани  | Иран                 | Победа    | 2-1 (3 балла)  | 10:19         |
| 5                  | Джефф Ту           | Канада               | Поражение | 0-1 (1 балл)   |               |
| 6                  | -                  | -                    | -         | -              |               |
| Финал (за 3 место) | Давид Гобеджишвили | Объединённая команда | Поражение | 0-4 (1 балл)   |               |

В 1992 году остался четвёртым на розыгрыше Кубка мира. В 1993 году стал чемпионом Европы, в 1994 году завоевал звание чемпиона мира, остался на втором месте на чемпионате Европы и на шестом на Гран-при Германии. В 1995 году вернул себе звание чемпиона Европы, был третьим на розыгрыше Кубка мира, а на чемпионате мира был лишь пятым. В 1996 году подтвердил звание чемпиона Европы и был на седьмом месте Гран-при Германии.
На Летних Олимпийских играх 1996 года в Атланте боролся в категории до 130 килограммов (супертяжёлый вес). После первого круга, борцы делились на две таблицы: победителей и побеждённых. Победители продолжали бороться между собой, а побеждённые участвовали в утешительных схватках. После двух поражений в предварительных и классификационных (утешительных) раундах, борец выбывал из турнира. В ходе турнира, таким образом, из таблицы побеждённых убывали дважды проигравшие, но она же и пополнялась проигрывающими из таблицы победителей. В конечном итоге, определялись восемь лучших борцов. Не проигравшие ни разу встречались в схватке за 1-2 место, выбывшие в полуфинале встречались с победителями утешительных схваток и победители этих встреч боролись за 3-4 места и так далее. В категории боролись 18 спортсменов. Махмут Демир, в тяжёлых встречах смог победить всех соперников и стал чемпионом олимпийских игр.
| Круг          | Соперник         | Страна   | Результат | Основание                            | Время схватки |
| ------------- | ---------------- | -------- | --------- | ------------------------------------ | ------------- |
| 1             | Мераб Валиев     | Украина  | Победа    | 1-1 (по предпочтению судей) (1 балл) | 8:00          |
| 2             | -                | -        | -         | -                                    | -             |
| Четвертьфинал | Жолт Гомбош      | Венгрия  | Победа    | 4-0 (4 балла)                        | 5:00          |
| Полуфинал     | Андрей Шумилин   | Россия   | Победа    | 1-0 (3 балла)                        | 8:00          |
| Финал         | Алексей Медведев | Беларусь | Победа    | 3-0                                  | 5:00          |

После олимпиады, в 1997 году, оставил карьеру в большом спорте. Занимается бизнесом: с 1996 до 2010 года являлся председателем совета директоров свекловодческого кооператива в Амасье и фабрики по производству сахара. Также возглавляет строительную фирму, занятую жилищным строительством.
В Сулуове именем борца назван спортивный комплекс; Махмут Демир является почётным президентом спортивного клуба Amasya Şekerspor Kulübü.
Женат, отец двоих детей.

## Награды
- Государственная медаль Турецкой Республики «За выдающиеся заслуги»[тур.].